# Ermita de San Cipriano

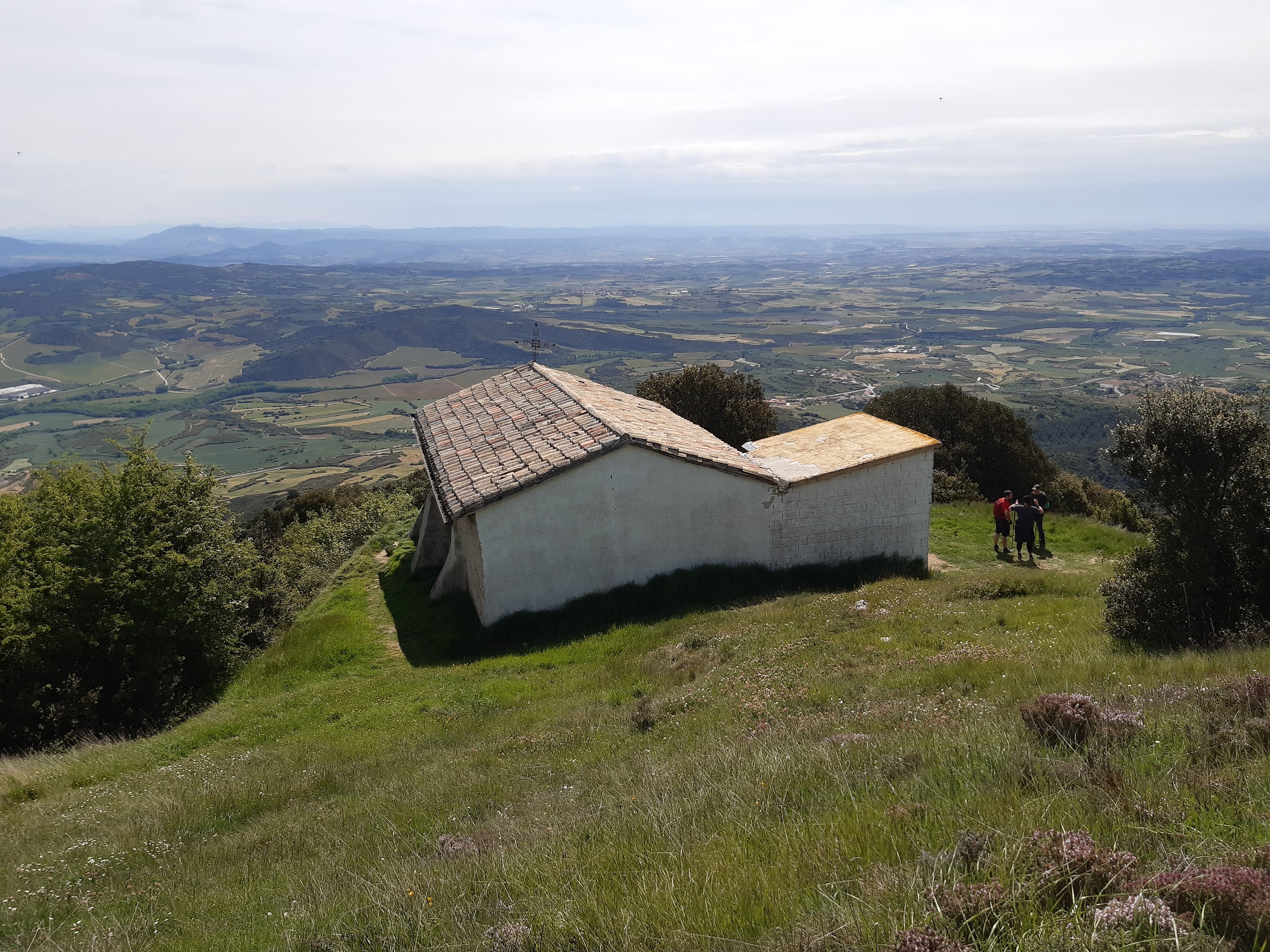
La Ermita de San Cipriano

La Ermita de San Cipriano es una pequeña ermita donde 2 o 3 veces al año se celebran misas.  Estas se celebran cuando hay romerias, esta ermita es famosa por su ubicación. 

## Situación
Esta ermita está situada en lo alto del monte Montejurra, a una altitud de alrededor de los 1000 metros de altura. Esta en el monte de Ayegui un pueblo de Navarra. El monte donde está situada esta ermita tiene una altura de 1044 metros y es muy famoso por los actos carlistas del 9 de mayo de 1976. Montejurra es una cordillera prepirenaica y esta esta al norte de la península ibérica.

## Descripción
La ermita da San Cipriano la cual es inigualable, tiene forma de L y por dentro es parecida a una iglesia pero más humilde. Los colores principales son el amarillio y el blanco.

## Que función tiene
Esta ermita es parecida a una iglesia normal pero más pequeña, en esta pueden entrar alrededor de 60-70 personas. Como se hace siempre en las ermitas se dan misas en días especiales por ejemplo cuando se hacen romerías o los días importantes para los cristianos. En estas se dan misas y en cada romeria se solía subir al santo de Ayegui ( San Cipriano ) el pueblo donde está situada la ermita. En esta se realizaban misas rogando al santo.